# Dysstroma splendida
Dysstroma splendida är en fjärilsart som beskrevs av Inoue 1976. Dysstroma splendida ingår i släktet Dysstroma och familjen mätare. Inga underarter finns listade i Catalogue of Life.